# Maxmilián Rohlena
Maxmilián Rohlena (19. července 1879[zdroj⁠?!] – 6. května 1950[zdroj⁠?!]) byl český a československý politik, meziválečný starosta Chocně a senátor Národního shromáždění ČSR za Československou stranu národně socialistickou.

## Biografie
Profesí byl malířem porcelánu a starostou Chocně. Post starosty tohoto města zastával v dlouhém období let 1918–1941.
V parlamentních volbách v roce 1935 získal senátorské křeslo v Národním shromáždění. V senátu setrval do jeho zrušení v roce 1939, přičemž krátce předtím ještě v prosinci 1938 přestoupil do nově vzniklé Strany národní jednoty.